# Teorema di Mermin-Wagner
Nella teoria quantistica dei campi e in meccanica statistica, il teorema di Mermin–Wagner (conosciuto anche con il nome di teorema di Mermin–Wagner–Hohenberg o teorema di Coleman) afferma che simmetrie continue non possono essere rotte spontaneamente a temperature finite in sistemi con interazioni sufficientemente a corto raggio in dimensioni {\displaystyle d\leqslant 2}. Questo perché se avviene una tale rottura spontanea di simmetria allora i corrispondenti bosoni di Goldstone, essendo privi di massa, avrebbero una funzione di correlazione divergente nell'infrarosso.
Intuitivamente, ciò significa che fluttuazioni a lungo raggio possono essere create con un basso costo energetico e, siccome esse aumentano l'entropia, sono favorite.
L'assenza della rottura spontanea di simmetria nei sistemi {\displaystyle d\leqslant 2} dimensionali fu provata rigorosamente da David Mermin, Herbert Wagner e Pierre C. Hohenberg in meccanica statistica nel 1966-67 e da Sidney Coleman in teoria quantistica dei campi nel 1973. Dal modello di Ising bidimensionale si può vedere chiaramente che il teorema non si applica alle simmetrie discrete. Dal modello di Toner-Tu per la materia attiva, si vede anche che non si applica a sistemi lontani dall'equilibrio termodinamico.